# Țibănești
Tibănești là một xã thuộc hạt Iași, România. Dân số thời điểm năm 2002 là 7654 người.